# Mike Rome
Austin Michael Romero (San Diego, California; 9 de octubre de 1981) es un anunciador del ring, presentador de televisión y entrevistador deportivo estadounidense. Actualmente trabaja para la empresa de lucha libre profesional WWE bajo el nombre de Mike Rome, donde es el anunciador de ring de SmackDown. Entre sus logros, destaca el ser Campeón 24/7 de la WWE una vez.

## Primeros años
Romero nació y creció en San Diego, California como un gran fanático de la llamada era Rock 'n' Wrestling de WWE, admirando a The Ultimate Warrior y quedando -en sus palabras- "hipnotizado" por el debut de The Undertaker en Survivor Series 1990.

## Carrera

### NXT (2016-2019)
Romero firmó con WWE en mayo de 2016, habiendo trabajado previamente para Nickelodeon como maestro de ceremonias de gira, y para Walt Disney World y Universal Studios Florida en Orlando, como miembro del elenco. Comenzó a trabajar como locutor de ring para la marca NXT. También fue el locutor del ring en el torneo Cruiserweight Classic, e hizo su debut en la programación de la WWE en el episodio del 7 de septiembre de 2016 de NXT. Inicialmente utilizó su segundo nombre completo y la versión abreviada de su apellido, pero se lo cambiara antes de una grabación de NXT para diferenciarse de Michael Cole, debido a que WWE tiene una política donde no puede haber al menos tres empleados con nombres parecidos.
Rome haría su debut en el roster principal el 16 de enero de 2017 en Raw, entrevistando a Nia Jax en backstage. Continuaría haciendo apariciones tanto en NXT como en Raw, con su última aparición en la primera marca como entrevistador en NXT TakeOver: Brooklyn 4.
En 2018, Rome ha aparecido ocasionalmente en Raw o de otra manera para otras historias. En un segmento de backstage en julio del mismo año, Alexa Bliss estaba promocionando Table for 3 en WWE Network, cuando Rome pasó y la interrumpió, pensando que lo estaba invitando a salir. Como parte del contenido en línea de WWE, interpretaría a un personaje delirante que estaba seguro de que cenaría con Bliss.

### Raw (2019-2023)
A partir de enero de 2019, Rome se convirtió en el principal anunciador de Raw después de que JoJo dejara silenciosamente ese puesto. A partir de abril de 2019, al igual que su homólogo de SmackDown, Greg Hamilton, se vio obligado por Shane McMahon a presentarlo al ring con énfasis en la frase "el mejor del mundo", relacionada con el gimmick de Shane en ese momento. En una ocasión, la voz de Rome se apagó hacia el final, lo que provocó que Shane y Roman Reigns se rieran visiblemente, así como que Michael Cole y Corey Graves se burlaran de él. Según Hamilton, Rome estaba legítimamente enfermo esa noche, y luego lo elogió por seguir el guion preestablecido.
El 27 de diciembre de 2019, Rome ganó el Campeonato WWE 24/7 en un evento WWE Live en Pittsburgh, Pensilvania. Samir Singh acababa de ganarle el título a R-Truth para su tercer reinado y quería que Rome lo anunciara como el nuevo campeón, animándolo mientras lo hacía. En cambio, Rome hizo rodar a Samir para ganar el título y estuvo a punto de anunciarse como el nuevo campeón, antes de que Sunil Singh lo sorprendiera con un Roll-Up para recuperar el título, también para su tercer reinado.
Tras el despido de Greg Hamilton en octubre de 2021, había estado anunciando tanto en Raw como en SmackDown hasta el 14 de enero de 2022 cuando Samantha Irvin fue llamada a la lista principal de 205 Live para ser la anunciadora de la marca azul.

### SmackDown (2023-presente)
Como parte del Draft, Rome e Irvin intercambiaron puestos de anunciadores en los programas a partir del 8 de mayo de 2023. Como resultado, Rome se convertiría en el nuevo locutor de la marca SmackDown e Irvin sería traspasada a la marca Raw.

## Campeonatos y logros
- WWE
  - WWE 24/7 Championship (1 vez)